# Премия Генделя
Премия Генделя (нем. Händel-Preis) — ежегодная премия, учреждённая в 1956 году и вручаемая городом Галле в Германии в честь знаменитого композитора эпохи барокко Георга Фридриха Генделя. Присуждается «за исключительные художественные, академические или политико-культурные заслуги, поскольку они связаны с поминовением Генделя в городе Галле». Премия состоит из диплома, золотого и эмалевого значка (и до 2008 года — 10 000 евро в виде денежного приза) и вручается во время ежегодного фестиваля Генделя в Галле.